# Єленец
Еленец  (словац. Jelenec, угор. Gímes) — село, громада в окрузі Нітра, Нітранський край, Словаччина.
За старою угорською орфографією назва була Ghymes. До 1948 року офіційна назва в Словаччині була Ґімеш.

## Розташування
Село знаходиться в долині струмка, відповідно з перехідною дорогою що з одного флангу, головної дороги Нітра-Златі Моравце і залізниці Збехі-Злате Моравце мимо.  Від Нітри знаходиться в 14 км.

## Населення
| Рік:            | 1994. | 2004.   | 2014.   | 2024.   |
| --------------- | ----- | ------- | ------- | ------- |
| Кількість осіб: | 1919  | 1984    | 2064    | 2104    |
| Різниця:        |       | +3,38 % | +4,03 % | +1,93 % |

| Рік:            | 2023. | 2024.   |
| --------------- | ----- | ------- |
| Кількість осіб: | 2116  | 2104    |
| Різниця:        |       | -0,56 % |

## Особи
У першому Gimes народився угорський камергер Міклоша Форгач.

## Галерея

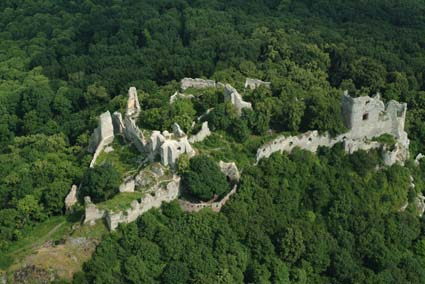
Місто Єленец з повітря
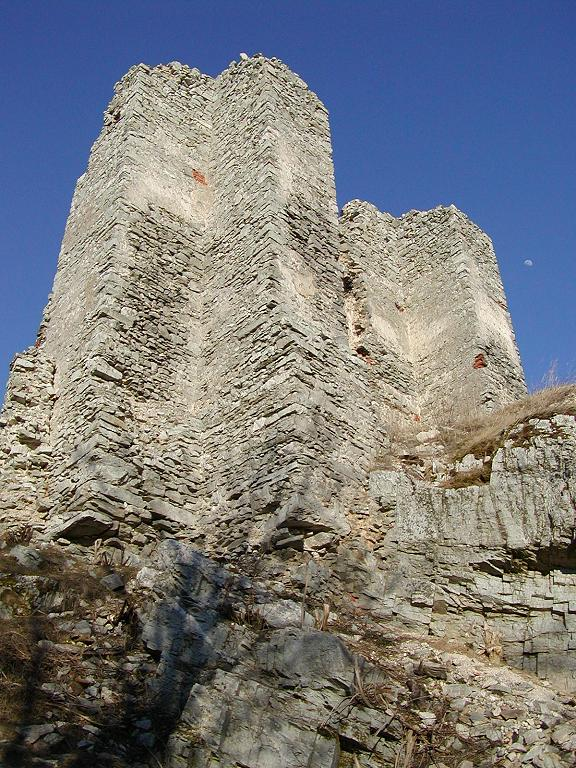
Укріплена стіна Еленця